# George Holland Sabine
George Holland Sabine (1880–1961) fue un profesor de filosofía estadounidense. Suele citarse como George H. Sabine o simplemente Sabine.
Estudió en la Universidad Cornell. Llegó a decano de la Graduate School y vicepresidente de Cornell.
Su fama se debe principalmente a su obra A History of Political Theory (Historia de la teoría política), considerada una autoridad principal en ciencias políticas, donde trata el desarrollo de las ideas políticas desde Platón a los fascismos.
También fue divulgada su intercambio epistolar con Harold Laski y Frank Thilly.
En sus últimos años participó en la American Political Science Association.

## Obras
- "A History of Political Theory" - first published on April 10, 1937
- "What is Political Theory?" reprint from the Journal of Politics, Feb. 1939
- "Radical Empiricism as a Logical Method" reprint from Philosophical Review, Nov. 1905
- "Professor Bosanquet's Logic and the Concrete Universal" reprint from PR, Sept. 1912
- "The Concept of the State as Power" reprint from PR, July 1920
- "Hume's Contribution to the Historical Method" reprint from PR, Jan. 1906
- "Bosanquet's Theory of the Real Will" reprint from PR, Nov. 1923 (2 copies)
- "Descriptive and Normative Sciences" reprint from PR, July 1912
- "Philosophical and Scientific Specialization" reprint from PR, Jan. 1917
- "The Concreteness of Thought" reprint from PR, Mar. 1907
- "The Pragmatic Approach to Political Science" reprint from American Political Science Review, Nov. 1930
- "Political Science and the Juristic Point of View" reprint from APSR, Aug. 1928
- "The Material of Thought" reprint from PR, May 1907
- "Henry Adams and the Writing of History" reprint from the University of California Chronicle, Jan.
- "The Works of Gerrad Winstalnley", Nueva York, 1941.